# ماتیاس سولریو
ماتیاس سولریو (انگلیسی: Matthias Solerio؛ زادهٔ ۱ نوامبر ۱۹۹۲) بازیکن فوتبال است.
از باشگاه‌هایی که در آن بازی کرده‌است می‌توان به باشگاه فوتبال ویچنزا ویرتوس اشاره کرد.